# Omiodes metricalis
Omiodes metricalis is een vlinder uit de familie van de grasmotten (Crambidae), uit de onderfamilie van de Spilomelinae. De wetenschappelijke naam van deze soort is voor het eerst voorgesteld als Botis metricalis door Heinrich Benno Möschler in een publicatie uit 1881.
De soort komt voor in Suriname.